# Алиев, Муршуд Микаил оглы
Муршуд Микаил оглы Алиев (азерб. Mürşüd Mikayıl oğlu Əliyev; 1 июня 1906, Шушинский уезд — 12 июля 1970, Агдамский район) — советский азербайджанский люцерновод, Герой Социалистического Труда (1949).

## Биография
Родился 1 июня 1906 года в селе Махризлы Шушинского уезда Елизаветпольской губернии (ныне Агдамский район Азербайджана).
В 1930—1970 годах колхозник и бригадир колхоза имени Орджоникидзе Агдамского района Азербайджанской ССР. В 1948 году получил урожай семян люцерны 6,1 центнер с гектара на площади 5 гектаров.
Указом Президиума Верховного Совета СССР от 1 июля 1949 года за получение в 1948 году высоких урожаев семян люцерны Алиеву Муршуд Микаил оглы присвоено звание Героя Социалистического Труда с вручением ордена Ленина и золотой медали «Серп и Молот».
Член КПСС с 1945 года.
Скончался 12 июля 1970 года в родном селе.